# Ducat de Montellano
El ducat de Montellano és un títol nobiliari espanyol.

## Història
El títol va se creat en origen com a comtat per Carles II, en reial cèdula de 23 d'octubre de 1681, per a José de Solís y Valderrábano, senyor de l'estat de Solís i de les viles de Retortillo, Villar del Profeta, La Granja, Naharros, La Puebla, Santa Catalina de Berja-Muñoz i Peralejos. Felip V va elevar-lo a ducat amb Grandesa d'Espanya de primera classe, en reial decret de 19 de desembre de 1704 i amb reial cèdula expedida el 4 de febrer de 1705. Per entroncaments matrimonials amb noblesa local, la casa de Montellano va heretar les senyories d'Assuévar, Massalavés, Serra i Soneixa al País Valencià. També va unir-se aquesta casa amb la dels ducs de l'Arco per matrimoni. Els títols i estats van passar a la casa del duc de Fernán-Núñez pel seu matrimoni amb la sisena duquessa de Montellano, María Vicenta de Solís, única filla i hereva de Alonso Alejo de Solís.

## Titulars
Aquesta és la relació de titulars del ducat:
| Núm. | Nom                                                     | Període   | Nota/Relació                        | Ref.        |
| ---- | ------------------------------------------------------- | --------- | ----------------------------------- | ----------- |
| 1    | José de Solís y Valderrábano                            | 1704-1714 | Primer comte de Montellano el 1681. | [ 4 ] [ 5 ] |
| 2    | Alonso de Solís y Osorio                                | 1714-1718 | Fill de l'anterior.                 | [ 4 ] [ 5 ] |
| 3    | José de Solís y Gante                                   | 1718-1763 | Fill de l'anterior.                 | [ 4 ] [ 5 ] |
| 4    | Alonso Vicente de Solís y Folch de Cardona              | 1763-1780 | Fill de l'anterior.                 | [ 4 ] [ 5 ] |
| 5    | Alonso Alejo de Solís y Wignacourt                      | 1780-1806 | Fill de l'anterior.                 | [ 4 ] [ 5 ] |
| 6    | María de la Soledad Vicenta de Solís y Lasso de la Vega | 1806-1848 | Filla de l'anterior.                | [ 4 ] [ 5 ] |
| 7    | Pilar Osorio y Gutiérrez de los Ríos                    | 1848-1922 | Neta de l'anterior.                 | [ 4 ] [ 5 ] |
| 8    | Felipe Falcó y Osorio                                   | 1922-1931 | Fill de l'anterior.                 | [ 4 ] [ 5 ] |
| 9    | Manuel Falcó y Escandón                                 | 1931-1979 | Fill de l'anterior.                 | [ 4 ] [ 5 ] |
| 10   | Carla Pía Falcó y Medina                                | 1979-Avui | Neta de l'anterior.                 | [ 4 ] [ 5 ] |